# Yellowcard
Gli Yellowcard sono una band pop punk/emo-pop statunitense proveniente da Jacksonville, in Florida. Nel 2003 hanno raggiunto il grande successo nel mainstream con Ocean Avenue, diventato doppio platino negli Stati Uniti. I successivi lavori Lights and Sounds e Paper Walls non hanno però ripetuto l'esito del precedente e nel 2008 la band ha deciso di andare in pausa. Ritornati assieme a fine 2010, gli Yellowcard hanno registrato due nuovi album, l'ultimo dei quali, Southern Air, li ha riportati nella top 10 della Billboard 200. Assieme ai New Found Glory ed ai Fall Out Boy, sono stati tra le band pop punk di maggior successo negli anni 2000.
La band si è sciolta nel 2017, per poi riunirsi nel 2022.

## Storia del gruppo
Gli Yellowcard si formarono nel 1997 a Jacksonville, in Florida, dopo un incontro alla Douglas Anderson School of the Arts. La band fu inizialmente formata da sei membri: Ben Dobson (voce), Todd Clarry (voce e chitarra), Ben Harper (chitarra), Sean Mackin (violino e voce di fondo), Warren Cooke (basso) e Longineu W. Parsons III (batteria). Il nome del gruppo deriva da un'usanza messa in pratica dai suoi membri durante i party ai tempi del liceo: ogni volta che qualcuno faceva qualcosa di stupido (come far cadere della birra su un tappeto), chiamavano in causa le regole del calcio e gli assegnavano un cartellino giallo (yellow card in inglese), per aver commesso un fallo da party.

### I primi anni (1997-2001)

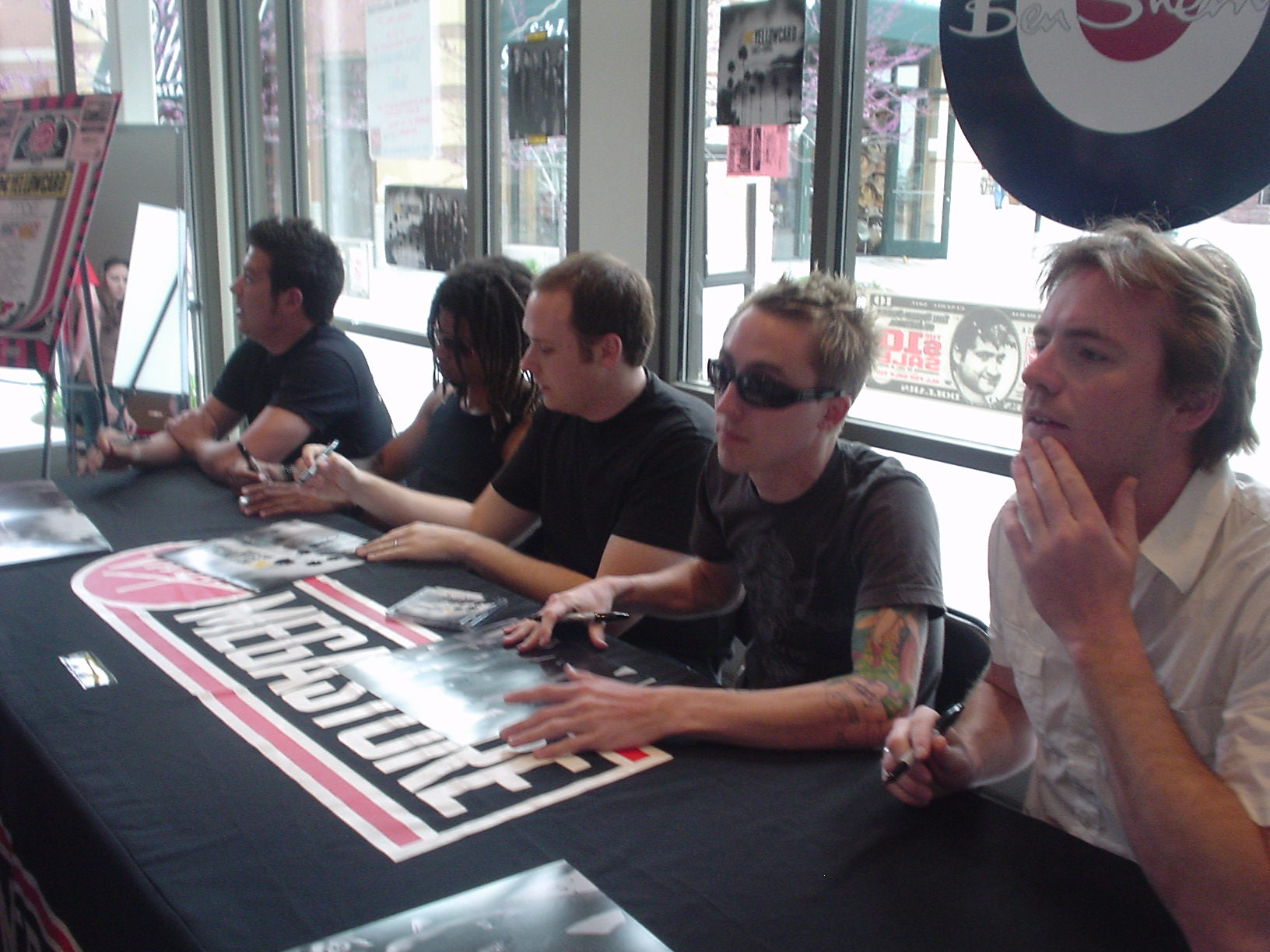
Gli Yellowcard mentre firmano autografi.

Il primo album del gruppo, Midget Tossing, uscì nel 1997, e fu accolto con un discreto successo; sebbene Sean Mackin avesse contribuito con il suo violino alla maggior parte delle tracce, in questa primissima fase egli non venne considerato un membro a tutti gli effetti. Where we stand, il secondo album della band, venne pubblicato nel 1999 e presentò la stessa formazione del precedente lavoro. Questi primi due album presentano uno stile più aggressivo e movimentato rispetto a quello che gli Yellowcard adotteranno in seguito, negli anni della maturità, quando in effetti la formazione del gruppo sarà completamente diversa.
Dopo l'uscita del secondo album, la band entra in studio per registrare un EP, raggiunta dal nuovo chitarrista Ryan Key, ma ben presto il resto del gruppo si dimostra scontento delle parti vocali di Ben Dobson e ne affida la realizzazione al nuovo arrivato. Dobson se la prende e dopo una lite con gli altri membri viene cacciato dal gruppo. Gli Yellowcard registrano subito Still Standing EP con la nuova voce; immediatamente dopo la pubblicazione di questo nuovo lavoro anche Todd Clarry, uno dei chitarristi, abbandonò il gruppo. L'EP è inviato ad un produttore dell'etichetta indipendente Lobster Records, che nel giugno del 2000 decide di mettere gli Yellowcard sotto contratto: la band si trasferisce così in California per la registrazione di un nuovo album. Frutto di questo viaggio fu, nel 2001, One for the Kids, il terzo album del gruppo. Nello stesso anno la band si trasferisce in pianta stabile in California, dove le possibilità di suonare e mettersi in mostra erano notevolmente maggiori che in Florida. Inoltre, il genere suonato dalla band cominciava a prendere piede sempre su più larga scala, e il nome degli Yellowcard comincia a circolare. La band prende parte anche al suo primo vero e proprio tour su larga scala, assieme a Rise Against e Mad Caddies.

### Il successo commerciale conOcean Avenue(2001-2005)

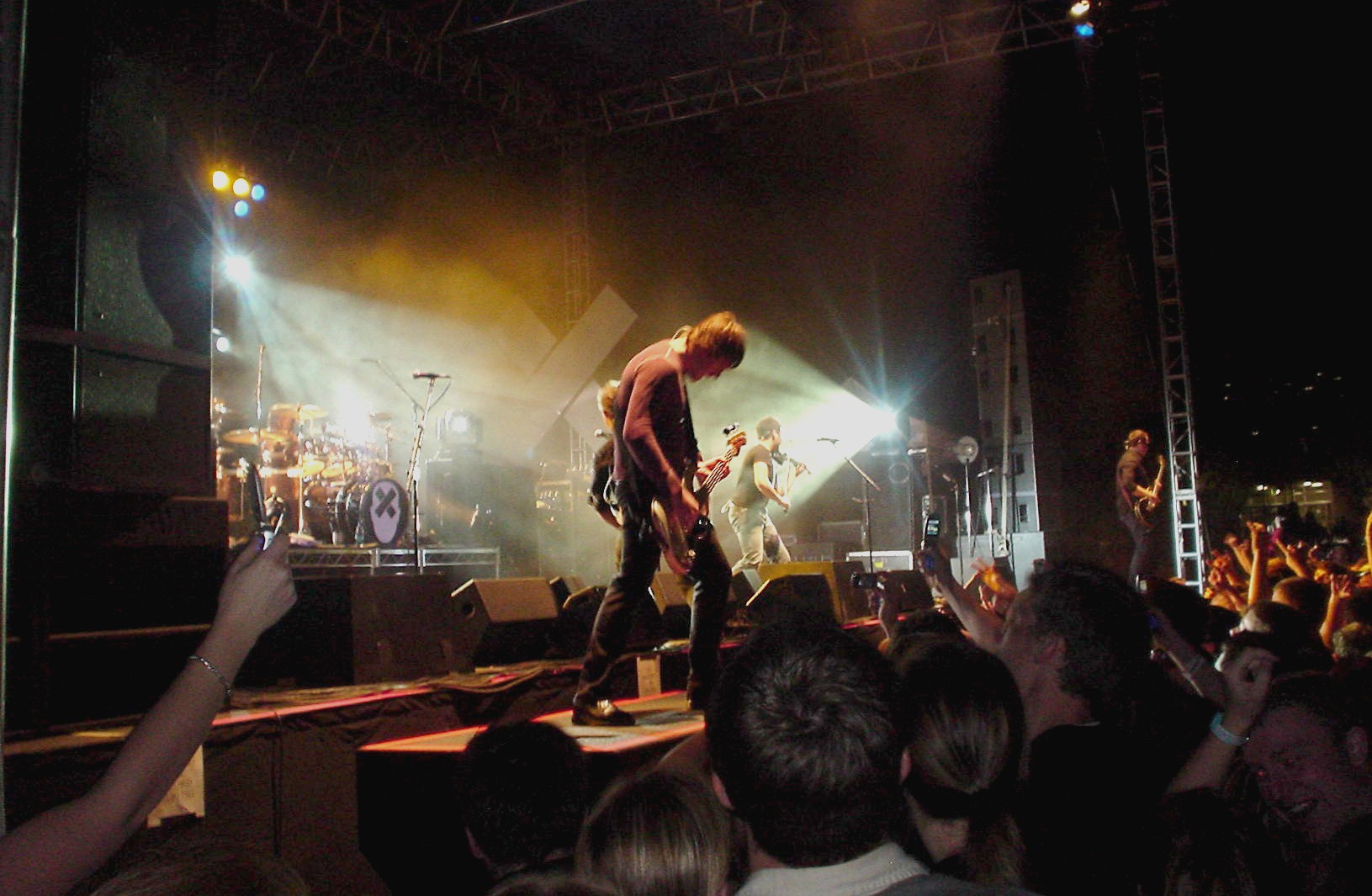
Pete Mosely sotto le luci del palco (Aprile 2006).

Nel 2001 gli Yellowcard, date le buone vendite del recente album One for the Kids, attirano le attenzioni delle major, e alla fine decidono di firmare un contratto con la Capitol. La scelta è determinata anche dal fatto che, a detta della band, la Lobster, essendo una piccola casa discografica, non le garantiva un'adeguata distribuzione e molti fan faticavano a trovare i dischi del gruppo. Nonostante l'etichetta avesse recentemente rotto con band come Jimmy Eat World e Less Than Jake, la presenza di un nuovo management e la buona accoglienza fatta loro persuase gli Yellowcard a scegliere la Capitol. Grazie alla pubblicità garantita dalla firma con la major, gli Yellowcard realizzano quello che era il sogno della loro carriera, ovvero di prendere parte al Warped Tour, cosa che accade nel 2002. La band registra un nuovo EP, The Underdog, ma il bassista Warren Cooke lascia la band a causa di motivi personali. A sostituirlo è chiamato Peter Mosely, un vecchio amico di Ryan Key ed ex membro degli Inspection 12. Alla fine del 2002 gli Yellowcard cominciano a lavorare ad un nuovo album. Durante la registrazione, però, il nuovo bassista Peter Mosely è costretto a lasciare il gruppo a causa di motivi personali. Viene sostituito da Alex Lewis.
Ocean Avenue, pubblicato nel 2003, è il primo grande successo degli Yellowcard. I fan amarono fin dall'inizio lo stile musicale unico dell'album, dovuto per la maggior parte alle performance di Sean Mackin con il violino. Il primo singolo ad essere estratto dall'album fu Way Away, che, godendo di un discreto successo (toccò la venticinquesima posizione nelle classifiche americane), diede inizio al passaparola che si sarebbe concretizzato di lì a poco in un successo. Il secondo singolo fu Ocean Avenue, la canzone che dà il titolo all'album, che balzò subito in testa alle classifiche, riscuotendo un successo inaspettato che fu replicato anche dal terzo estratto, Only One.
In supporto al lancio dell'album partì anche un tour attraverso gli Stati Uniti, che alla fine durò ben diciotto mesi. A metà del tour Peter Mosely tornò improvvisamente dal suo breve ritiro e chiese di essere reintegrato nel gruppo: e così, poiché aveva contribuito alla maggior parte di Ocean Avenue, rioccupò il suo posto, sostituendo Alex Lewis. Nel 2004 la band partecipa all'intero Warped Tour assieme a gruppi amici come The Used e Taking Back Sunday, periodo che è stato poi definito dai vari membri della band come uno dei più felici per gli Yellowcard.
Quando il successo dell'album cominciò a scemare, nel 2004, gli Yellowcard decisero di ripubblicare uno dei loro primi lavori, Where We Stand. Nel frattempo furono chiamati a collaborare alla colonna sonora del film Spider-man 2, per il quale scrissero il brano Gifts and Curses, e realizzarono alcune reinterpretazioni.

### Lights and Sounds(2006-2007)

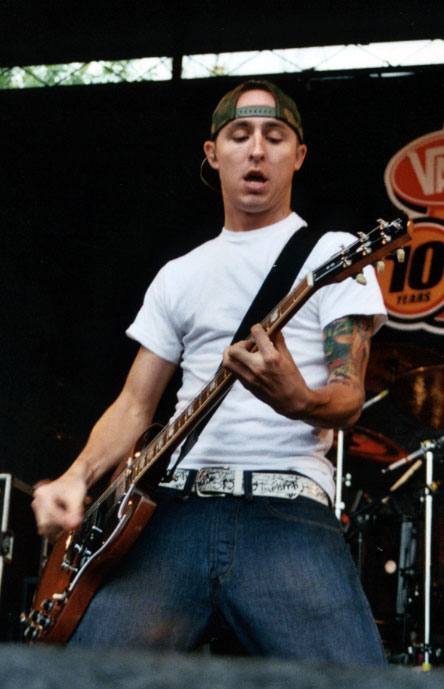
Ryan Key.

Nel gennaio del 2005 Ryan Key e Peter Mosley cominciarono a scrivere i testi per un nuovo album. Il nuovo lavoro, chiamato Lights and Sounds e pubblicato dalla Capitol Records, alla fine risultò essere una sorta di concept album, quasi interamente basato sui sentimenti negativi dei membri del gruppo verso la città di Los Angeles. Inoltre gli Yellowcard decisero di dare un'impronta più rock al loro stile: fu così messo in secondo piano l'uso del violino, relegato in questo caso al sottofondo, mentre esso era stato uno dei principali artefici del successo di Ocean Avenue.
Immediatamente dopo la registrazione dell'album, Ben Harper, membro del gruppo sin dal 1997, lasciò gli Yellowcard: secondo alcuni il suo abbandono è dovuto ai contrasti avuti con Peter Mosley, ma le cause del divorzio non sono mai state chiarite del tutto. In ogni caso, il posto di chitarrista fu preso da Ryan Mendez, ex membro degli Staring Back.
Il primo singolo estratto fu Lights and Sounds, seguito da Rough Landing, Holly. Malgrado un ottimo esordio (raggiunse subito il quinto posto nelle classifiche di vendita statunitensi), Lights and Sounds non arrivò ai risultati del suo predecessore, e fu considerato un fallimento commerciale.
Nel 2006 la band collabora anche con la Juvenile Diabetes Research Foundation per promuovere la conoscenza di questa malattia, specialmente fra i più giovani.

### Paper Wallse la pausa (2007-2010)
Il 16 ottobre 2006 la band annunciò dal proprio sito ufficiale l'inizio della lavorazione di un nuovo progetto. Il gruppo fu impegnato nella registrazione dell'album fino a marzo, quando fu reso noto il nome del lavoro, Paper Walls, e furono pubblicati i primi dettagli dell'album.
Paper Walls è stato pubblicato il 17 luglio 2007, ancora una volta sotto etichetta Capitol Records. Nonostante i pareri entusiastici dei fan che avevano potuto sentire l'album grazie ad un leak su Internet, Paper Walls non ottiene il successo sperato dalla band, in parte a causa delle difficoltà finanziarie dell'etichetta, che dunque non fece quasi alcun tipo di promozione all'album, in parte a seguito dell'insuccesso del precedente album Lights and Sounds. Il 17 ottobre 2007 il bassista Peter Mosely decide di lasciare la band per dedicarsi ad altri progetti. È sostituito per le date successive dal turnista Josh Portman, amico della band. È lui a figurare nella lineup del live intitolato Live from Las Vegas at the Palms, uscito il 22 gennaio 2008.
Dopo una serie di concerti acustici ad inizio 2008, la band comunica la decisione di prendersi una pausa a tempo indeterminato, specificando che non si trattava di un breakup, ma di un momento necessario di riflessione per dedicarsi alle proprie vite personali. Successivamente alla reunion del 2010, Ryan Key ha spiegato che dopo la delusione di Paper Walls, un progetto a cui aveva dedicato l'anima, la band si sentiva esausta e priva di motivazioni. Le due strade percorribili erano quella di tornare immediatamente in studio per registrare un altro album oppure quella di prendere un momento di pausa. Dopo lunghe riflessioni, gli Yellowcard hanno deciso che quest'ultima era la strada migliore da perseguire.
Durante la pausa, Ryan Key ha formato una nuova band chiamata Big If assieme all'ex cantante dei Reeve Oliver Sean O'Donnell. Al progetto partecipano anche Ryan Mendez e Josh Portman. Il batterista Longineu Parsons è più volte accostato nel 2008 ai Lostprophets come sostituto di Ilan Rubin, ma le parti smentiscono le voci.

### When You're Through Thinking, Say Yes(2010-2011)
Dopo più di due anni di stop, il 2 agosto 2010 Ryan Key con un post su Facebook annuncia che la band ha deciso di tornare insieme e comincerà a lavorare su un nuovo album. Gli Yellowcard comunicano inoltre di aver firmato un contratto per l'etichetta indipendente Hopeless Records. Come spiegato da Key, la Hopeless sembrava l'unica casa discografica veramente entusiasta del progetto della band, la quale entra in studio per registrare nuovo materiale all'inizio di settembre. Inoltre, dopo che Peter Mosely ha lasciato la band, gli Yellowcard hanno trovato in Sean O'Donnell (compagno di Ryan Key nei Big If) il nuovo bassista. Il nuovo album degli Yellowcard si chiama When You're Through Thinking, Say Yes. Il titolo, che trae spunto da un messaggio inviato da Ryan ad una ragazza, è stato svelato durante lo show del loro ritorno, a Pomona il 13 novembre. Durante lo show hanno anche suonato in anteprima una nuova canzone, For you and your denial.
L'album, uscito il 22 marzo 2011, ha riscosso un notevole successo grazie anche ai due singoli, For You and Your Denial e Hang You Up, di cui il primo si è piazzato al Primo posto su iTunes, nella categoria Alternative. La band inoltre ha intrapreso un tour per la Gran Bretagna e per l'America insieme agli All Time Low, Hey! Monday e The Summer Set.
Il 24 ottobre 2011 è stata pubblicata una versione acustica di When You're Through Thinking, Say Yes, in vendita online e in alcuni negozi indipendenti, come scritto sul sito della band. In Hang You Up, Ryan duetta con Cassadee Pope degli Hey Monday.
Il 5 dicembre 2011, durante lo show a Zurigo, che vedeva gli Yellowcard affiancati dai Saves the Day e The Wonder Years, Ryan Key ha dichiarato che finito il tour la band si sarebbe messa a lavorare su un nuovo disco.

### Southern Air(2012-2013)
Come annunciato già nel 2011, il 5 marzo la band è tornata in studio a Los Angeles con il produttore storico Neal Avron per registrare le tracce dell'ottavo album. Precedentemente, tuttavia, il bassista Sean O'Donnell ha comunicato la decisione di lasciare gli Yellowcard, con un messaggio all'interno del sito della band, in cui spiegava che l'impegno richiesto per suonare a tempo pieno in una band di fama mondiale non poteva conciliarsi con la propria vita privata, alla quale avrebbe sottratto troppo tempo, soprattutto in vista del suo prossimo matrimonio. Al suo posto è stato chiamato Josh Portman, che aveva già suonato con la band in occasione di alcuni live nel 2007.
Come confermato da Ryan Key, nel nuovo album appariranno come guest vocalists Alex Gaskarth degli All Time Low, Cassadee Pope degli Hey Monday (che aveva già collaborato nella versione acustica di Hang You Up), Tay Jardine dei We Are the In Crowd e Patrick Stump dei Fall Out Boy (anche se poi per problemi legali con l'etichetta di Stump la collaborazione ha luogo solamente in merito alla stesura del testo di Here I Am Alive). Le registrazioni sono terminate l'8 aprile, ed il 21 maggio il primo singolo del CD, intitolato Always Summer, è stato pubblicato in anteprima sul sito AbsolutePunk; il giorno seguente è stato reso disponibile anche su iTunes. Nel frattempo, la band ha annunciato la propria partecipazione all'intero Warped Tour 2012. Nel corso del tour gli Yellowcard hanno reso omaggio a Tony Sly, leader dei No Use for a Name deceduto il 2 agosto, suonando live assieme ad Alex Gaskarth Chasing Rainbows. Durante l'anno fanno tappa anche in Australia come headliner ed in Europa assieme agli Anti-Flag.
Il 4 giugno, con un video su YouTube, il cantante Ryan Key annuncia che il titolo del nuovo album sarà Southern Air e che la settimana prevista per la pubblicazione mondiale è quella del 14 agosto; nel video viene anche rivelata la copertina dell'album. Alcuni giorni dopo, il 12 giugno, vengono svelati i titoli delle 10 tracce che compongono l'album; questo contiene una title track, che è anche la canzone conclusiva. Il 20 giugno il sito della Hopeless Records ospita l'anteprima del video per Always Summer. L'11 luglio la band carica sul proprio sito una nuova canzone tratta dall'album: Awakening, mentre una versione acustica della title track Southern Air viene messa a disposizione dei fan il 19 luglio. A fine luglio viene diffuso sul web un poster promozionale che anticipa un tour per gli USA in autunno come headliner, con The Wonder Years e We Are the In Crowd come supporto. Il 30 luglio sul sito di MTV viene ospitata l'anteprima di Here I Am Alive, secondo singolo tratto da Southern Air, scritto in collaborazione con Patrick Stump e cantato assieme a Tay Jardine. L'uscita ufficiale del singolo avviene il giorno successivo.

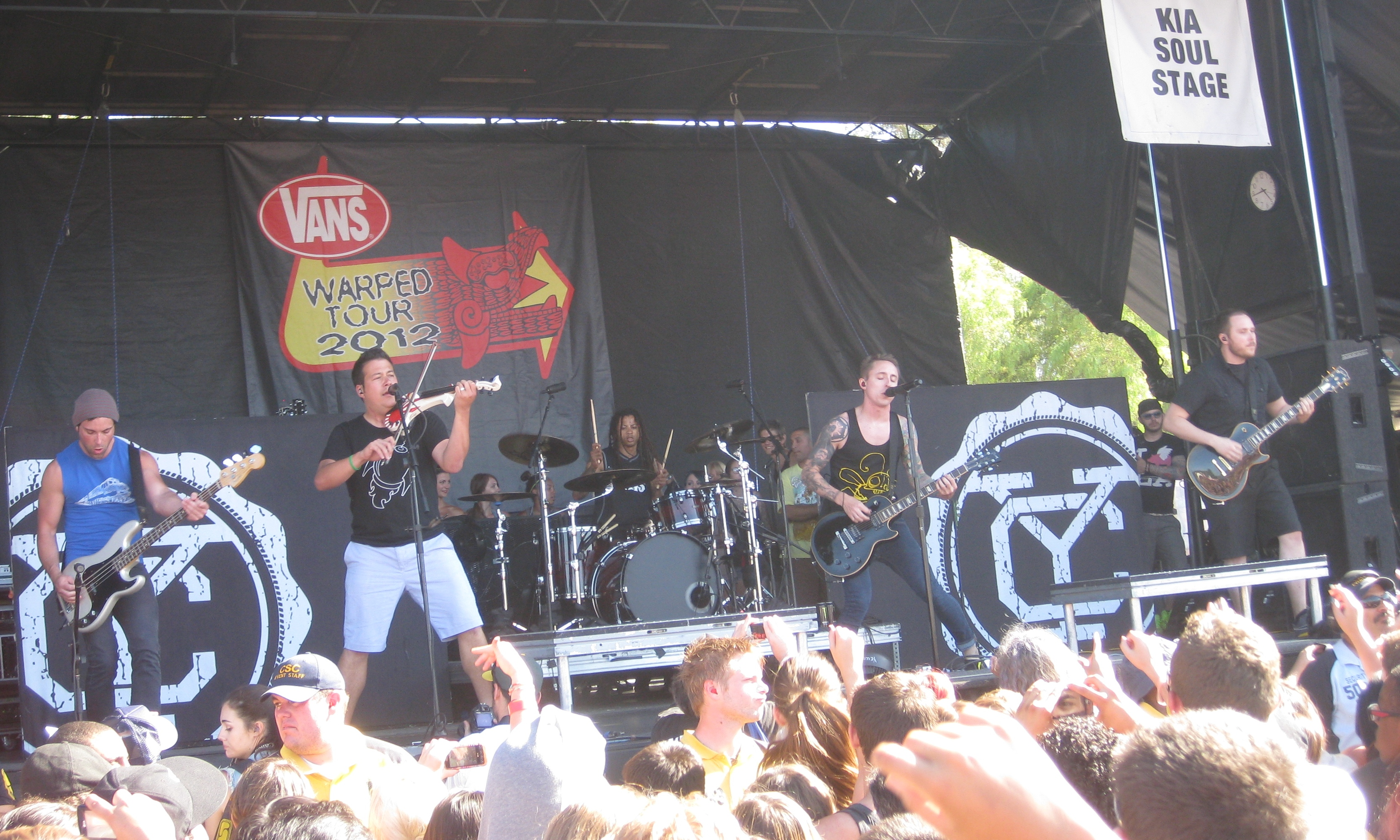
Gli Yellowcard al Warped Tour 2012

Una settimana prima della pubblicazione di Southern Air, l'album viene caricato sul canale di YouTube della Hopeless Records per essere ascoltato interamente fino al 14 agosto. In questa data l'album è finalmente pubblicato, raggiungendo la seconda posizione nella classifica delle vendite su iTunes negli Stati Uniti. L'album ha un sorprendente debutto nella classifica ufficiale degli album negli USA piazzandosi al decimo posto nella Billboard 200 con 23 000 copie vendute, cosa che non accadeva dal 2006 con Lights and Sounds. Nell'autunno gli Yellowcard vanno in tour dapprima in Asia e Sudamerica a settembre (Giappone, Singapore, Australia, Hawaii e Brasile) e poi tra novembre e dicembre negli Stati Uniti assieme a The Wonder Years e We Are the In Crowd, come già annunciato in precedenza.
Nel 2012 alcuni componenti della band soffrono di problemi di salute: il cantante Ryan Key è operato al piede e deve esibirsi nei primi concerti del Warped Tour da seduto, mentre il violinista Sean Mackin annuncia a giugno che sta riprendendosi da una battaglia contro un tumore alla tiroide scoperto nel dicembre del 2011, cosa che non gli ha comunque impedito di partecipare alla lavorazione del nuovo album. Nel frattempo, il 28 giugno 2012 il terzo album, One for the Kids, viene ripubblicato, per la prima volta in vinile.
Il 17 settembre 2012 viene annunciato un nuovo headlining tour in Europa tra febbraio e marzo, assieme a Set It Off e Like Torches, band svedese prodotta durante l'estate da Key e Mendez. I gruppi si esibiranno in Germania (per 5 date), Austria, Italia, Svizzera e Paesi Bassi, prima di arrivare nel Regno Unito per 6 show e terminare il tour in Belgio e Francia. Prima di questo tour, sono state successivamente annunciate anche alcune date negli Stati Uniti a gennaio ed in Canada con gli All Time Low (ed i Fireworks) nello stesso mese. Nuove date europee vengono rivelate il 22 ottobre: prima del tour già annunciato, la band farà tappa tra il 31 gennaio e l'11 febbraio in Bielorussia, Ucraina, Russia, Svezia e Danimarca per il "Vans Off the Wall Music Night" ed in Turchia per due show. Si tratta della prima volta in Bielorussia, Ucraina e Svezia per la band.
Il 6 dicembre, tramite una foto pubblicata sui loro social network, gli Yellowcard comunicano di aver iniziato a lavorare su qualcosa di speciale, anche se non hanno fornito alcun altro dettaglio. Nel frattempo viene annunciata per il 10 dicembre l'anteprima del video per Awakening, ideato e scritto da Ryan Key. L'11 dicembre vengono caricati su YouTube i video per Always Summer e Here I Am Alive registrate live in versione acustica per la serie Jam in the Van ad Anaheim. Inoltre, la band ha annunciato che sta preparando qualcosa di particolare in occasione del decimo anniversario dell'uscita di Ocean Avenue, previsto appunto per il 2013. Il 3 gennaio 2013 la compagnia televisiva AXS TV annuncia che trasmetterà in diretta il concerto che gli Yellowcard terranno a Huntington il 12 gennaio presso il The Paramount Theater. La band viene confermata come presenza per l'edizione inglese del Warped Tour a novembre.

### Ocean Avenue Acoustic(2013)
Il 3 maggio Amazon mette in vendita (in preordine) la versione acustica di Ocean Avenue, svelando così quale fosse il lavoro segreto che gli Yellowcard stavano facendo in studio (anche se la band avrebbe voluto rivelarlo successivamente). Con un successivo annuncio direttamente da parte della band ai primi di giugno, viene rivelato che oltre alla versione acustica di Ocean Avenue (in vendita dal 13 agosto), la band effettuerà anche un lungo tour mondiale in cui suonerà l'intero album in acustico. Le date, da settembre a novembre, toccano gli Stati Uniti, l'Australia e molti Paesi europei. Contemporaneamente, viene anche lanciata sul sito ufficiale degli Yellowcard una mappa virtuale della Terra che raccoglie tutte le foto inviate dai fan tramite Twitter e Instagram in merito a momenti importanti riguardanti gli Yellowcard.
La band partecipa alla compilation The Songs of Tony Sly: A Tribute (che raccoglie una serie di cover di canzoni di Tony Sly, leader dei No Use for a Name, deceduto nel 2012), con la propria versione di Already Won; i No Use for a Name avevano scelto gli Yellowcard come band di supporto per un loro tour nel 2002 assieme ai The Eyeliners, e quando Fat Mike ha contattato la band per proporle di partecipare alla compilation gli Yellowcard si sono detti entusiasti di lavorare ad un progetto in memoria di un cantante che avevano ammirato. La seconda voce presente su questa cover è quella di Laura Baca, proprio la leader degli Eyeliners. Un'altra compilation che vede la partecipazione della band è Punk Goes Christmas con una propria versione di Christmas Lights dei Coldplay, la band preferita dal cantante Ryan Key, il cui lyric video viene pubblicato sul sito PopCrush il 19 dicembre. Il 18 novembre vengono annunciate ulteriori date dell'Ocean Avenue Acoustic Tour, per toccare anche quelle città statunitensi che non erano state visitate durante la prima tranche: dal 16 gennaio al 7 febbraio 2014 la band sarà di nuovo in tour, stavolta accompagnata da Chad Gilbert col suo progetto solista (What's Eating Gilbert).
A febbraio la band annuncia la propria partecipazione alla nuova compilation Punk Goes 90's Volume 2 con una cover di Today dei The Smashing Pumpkins. Dopo aver terminato la seconda fase del tour per Ocean Avenue Acoustic, inoltre, gli Yellowcard torneranno in studio per scrivere il nono album della carriera. Durante l'estate la band è anche impegnata nel Warped Tour, che la vedrà presente per la sesta volta.

### L'addio di Longineu Parsons eLift a Sail(2014-15)
Il 13 marzo 2014, con un messaggio su Facebook, la band annuncia che il batterista storico e membro fondatore Longineu Parsons III non fa più parte del gruppo.
Pochi giorni dopo gli Yellowcard comunicano inoltre di aver firmato un nuovo contratto per la pubblicazione di più dischi con l'etichetta indipendente Razor & Tie, lasciando così la Hopeless Records dopo 3 anni e 4 dischi pubblicati. Per registrare il nuovo album, la band sceglie come batterista Nate Young degli amici Anberlin, che suona poi con il gruppo anche nel Warped Tour estivo. Terminato il Warped, la band prende alcune settimane di pausa per permettere a Sean di stare accanto alla moglie incinta.
Il 4 agosto la band annuncia che il titolo del nuovo album è Lift a Sail: l'album viene anticipato dal singolo One Bedroom il 19 agosto, ed esce il 7 ottobre. La band andrà in tour negli USA assieme a Memphis May Fire ed Emarosa dal 17 ottobre al 16 novembre. Per il tour, gli Yellowcard ingaggiano come batterista Tucker Rule, precedentemente dei Thursday.

### Il self-titled e lo scioglimento della band (2016-17)
Il 24 febbraio 2016, la Hopeless annuncia il rientro della band nell'etichetta, e che la band sta registrando un album, che sarà pubblicato nel 2016.
Il 7 giugno 2016, la band annuncia sulla propria pagina Facebook che l'album sarà self-titled e verrà pubblicato il 30 settembre. Il 24 giugno, sul proprio sito ufficiale annuncia che Yellowcard sarà il nome del loro ultimo album, e che il gruppo si scioglierà dopo un ultimo tour. Lo stesso giorno viene pubblicato il primo singolo ufficiale del nuovo album, Rest In Peace. Il 17 agosto 2016 esce il secondo singolo tratto dall'album, The Hurt Is Gone.
Il 30 settembre 2016 viene pubblicato l'album Yellowcard in formato CD e per download digitale.
Il 6 ottobre 2016 inizia il tour finale della band, che terminerà nel mese di marzo 2017, esibendosi nel mese di dicembre per l'ultima volta in Europa. L'ultimo concerto del gruppo è stato il 25 marzo 2017 alla House Of Blues di Anaheim, in California; si sono esibiti con Ocean Avenue come ultima canzone. Il 12 aprile 2017 viene pubblicato il video dell’ultimo singolo della band, A Place We Set Afire.

### La reunion e i nuovi lavori (2022-presente)
La band si è riunita il 17 settembre 2022 in occasione del Riot Fest di Chicago. Il 26 settembre ha annunciato che avrebbero suonato allo Slam Dunk Festival nel maggio 2023 e al When We Were Young Festival il 21 ottobre 2023.
Il 14 febbraio 2023 il gruppo ha annunciato un tour estivo negli Stati Uniti, per celebrare il 20º anniversario di Ocean Avenue, insieme a Mayday Parade, This Wild Life, Story of the Year e Anberlin.
Il 31 maggio gli Yellowcard hanno pubblicato il singolo Childhood Eyes, che anticipa l'omonimo EP, uscito il 7 luglio successivo.
Il 9 febbraio 2024 esce per Rude Records l'album A Hopeful Sign, contenente nove rivisitazioni di canzoni della loro discografia reimmaginate insieme agli Hammock.
Il 10 ottobre 2025 è atteso l'album Better Days, prodotto da Travis Barker e in uscita per Better Noise Music.

## Stile musicale
Lo stile musicale degli Yellowcard è stato descritto come pop punk, alternative rock, emo pop e hardcore punk.

## Formazione
- Ryan Key – voce e chitarra (2000-2017; 2022-presente)
- Sean Mackin – violino e seconda voce (1997-2017; 2022-presente)
- Ryan Mendez – chitarra (2005-2017; 2022-presente)
- Josh Portman – basso (2012-2017; 2022-presente)

### Turnisti
- Jimmy Brunkvist – batteria (2016-2017; 2023-presente)

### Ex componenti
- Ben Dobson – voce (1997-2000)
- Todd Clarry – chitarra e voce (1997-2001)
- Warren Cooke – basso (1997-2002)
- Alex Lewis – basso (2003-2004)
- Ben Harper – chitarra (1997-2005)
- Peter Mosely – basso (2002-2003; 2004-2007)
- Sean O'Donnell – basso (2010-2012)
- Longineu W. Parsons III – batteria (1997-2014)

Ex-turnisti
- Tucker Rule – batteria (2014-2015)
- Nate Young – batteria (2014-2016, 2022-2023)
- Rob Chianelli – batteria (2016)
- Cyrus Bolooki – batteria (2016)

## Discografia

### Album in studio
- 1997 – Midget Tossing
- 1999 – Where We Stand
- 2001 – One for the Kids
- 2003 – Ocean Avenue
- 2006 – Lights and Sounds
- 2007 – Paper Walls
- 2011 – When You're Through Thinking, Say Yes
- 2012 – Southern Air
- 2013 – Ocean Avenue Acoustic
- 2014 – Lift a Sail
- 2016 – Yellowcard

### Album dal vivo
- 2004 – Sessions@AOL
- 2008 – Live from Las Vegas at the Palms

### Raccolte
- 2011 – Greatest Hits
- 2011 – Greatest Hits Tour Edition
- 2024 – A Hopeful Sign (con gli Hammock)